# Turčianky
Turčianky (bis 1927 slowakisch „Turčanka“; ungarisch Turcsány – bis 1900 Turcsánka) ist eine Gemeinde in der West-Mitte der Slowakei mit 134 Einwohnern (Stand 31. Dezember 2024), die zum Okres Partizánske, einem Teil des Trenčiansky kraj, gehört.

## Geographie
Die Gemeinde befindet sich im östlichen Teil des Hügellands Nitrianska pahorkatina am Nordhang des Tribetzgebirges, am kleinen Bach Turčiansky potok, eines Nebenflusses der Vyčoma im Einzugsgebiet der Nitra. Das Ortszentrum liegt auf einer Höhe von 230 m n.m. und ist neuneinhalb Kilometer von Partizánske entfernt.
Nachbargemeinden sind Krásno im Norden, Brodzany im Osten, Veľký Klíž im Südosten, Klátova Nová Ves im Süden und Nedanovce im Westen.

## Geschichte
Das Gemeindegebiet wurde in der Kupfersteinzeit besiedelt, es stand hier eine Siedlung der Lausitzer Kultur.
Turčianky wurde zum ersten Mal 1293 als Nova Villa Turchan schriftlich erwähnt und war Besitz der Familien Divéky und Turcsányi, zwischen 1341 und 1430 Besitz der Abtei im nahen Klíž, danach gehörten die Ortsgüter den Familien Turcsányi, Bossányi und Klobusiczky. 1828 zählte man 35 Häuser und 240 Einwohner, die als Landwirte und Saisonarbeiter beschäftigt waren.
Bis 1918 gehörte der im Komitat Neutra liegende Ort zum Königreich Ungarn und kam danach zur Tschechoslowakei beziehungsweise heute Slowakei. Von 1976 bis 1990 war Turčianky Teil der Gemeinde Klátova Nová Ves.

## Bevölkerung
| Jahr                | 1994 | 2004     | 2014    | 2024     |
| ------------------- | ---- | -------- | ------- | -------- |
| Anzahl der Personen | 138  | 156      | 150     | 134      |
| Unterschied         |      | +13,04 % | −3,84 % | −10,66 % |

| Jahr                | 2023 | 2024    |
| ------------------- | ---- | ------- |
| Anzahl der Personen | 135  | 134     |
| Unterschied         |      | −0,74 % |

Gemäß der Volkszählung 2011 wohnten in Turčianky 149 Einwohner, davon 147 Slowaken. Zwei Einwohner machten keine Angabe zur Ethnie.
133 Einwohner bekannten sich zur römisch-katholischen Kirche und ein Einwohner zu einer anderen Konfession. 10 Einwohner waren konfessionslos und bei fünf Einwohnern wurde die Konfession nicht ermittelt.

## Bauwerke und Denkmäler
- Ruinen einer mittelalterlichen, wahrscheinlich romanischen Kirche oberhalb des Ortes
- Kapelle im neogotischen Stil aus der zweiten Hälfte des 19. Jahrhunderts